# Hamlet-Électre
Hamlet-Électre (sous-titré drame contemporain en quarante jours) est une pièce de théâtre écrite par Cécile Ladjali paru en 2008. D'origine iranienne, Cécile Ladjali a écrit son œuvre pendant les événements du Liban qui opposaient l'État d'Israël au Hezbollah.

## Argument
L'histoire se passe en Israël ou Palestine, Hamlet est de confession juive et Électre est musulmane ; tous deux veulent venger leurs pères qui ont été assassinés. À travers ces deux histoires, nous découvrons les points de vue des deux camps, juifs et musulmans. Finalement l'amour prend le dessus et une aventure débute entre Hamlet et Électre.